# 성경신학
성경신학(聖經神學, Biblical theology) 또는 성서신학(聖書神學)은 성경의 교리적인 접근보다는 구속계시의 점진적인 발전을 연구하는 기독교 신학 분야이다. 요한 필립 게블러가 시작한 이후에 이 성경신학은 근대에 프린스턴 신학교의 게할더스 보스와 같은 신학자들에 의해 크게 발전하였다. 웨스트민스터 신학교의 에드워드 J. 영과 리차드 게핀과 같은 학자들에 의해서 널리 보급되었다. 한국에서는 박윤선 박사의 계시의존사색 방법에 근거가 되었으며, 김홍전 박사와 최낙재 교수등의 영향속에서 이승구 박사가 번역한 게할던스 보스의 저서 <성경신학>이 한국에서 널리 알려지게 되었다. 

## 성경신학과 조직신학의 관계
일반적으로 성경 신학은 주석학과 조직신학의 중간의 위치를 차지하고 있다. 성경신학은 하나님의 특별계시가 계속되는 여러 대행자들을 통하여, 역사 가운데서 하나님의 뜻이 어떻게 나타나는가를 강조한다. 성경 주제들의 점진적인 발전을 세밀하게 연구하는 것이다. 반면에 조직신학(組織神學, 영어: systematic theology, systematics)은 기독교에서 성경과 교회사에서 나타난 신앙적 주제를 변증적이고, 논리적이고 체계적 방법론을 사용하여 서술하는 학문이다. 즉 성경에서 가장 중요하게 다루는 주제들인 하나님과 인간, 그리스도, 구원, 교회, 종말 등을 선정하여 체계적인 구조를 형성하고 논리적 서술을 통하여 교리를 형성하고 변호하고 주장하는 학문이다. 그러므로 성경신학은 조직 신학과는 차이가 있는데, 조직 신학보다 더 성경적이라거나, 성경의 진리들을 더 긴밀하게 고수한다는 뜻은 아니다. 다만 성경의 재료를 조직화시키는 원리가 논리적이기보다는 역사적이라는 점에서 차이가 있는 것이다. 조직 신학이 성경을 하나의 완성된 전체로 취하고 그 전체의 가르침을 질서정연하고 조직적인 형태로 드러내고자 노력하는데 반해서, 성경 신학은 그 재료를 역사적인 관점에서 다루면서, 태초에 에덴 동산에서 주어진 구속 이전의 특별 계시로부터 신약의 정경의 완성에까지 이어지는 특별 계시의 진리들의 유기적인 성장이나 발전을 드러내고자 노력하는 것이다.

## 같이 보기
- 성서학
- 요한 필립 게블러
- 한국성경신학회
- 조직신학
- 게할더스 보스